# Llanada Grande
Llanada Grande es una localidad cordillerana de Chile perteneciente a la comuna de Cochamó, en la provincia de Llanquihue, Región de Los Lagos. Se encuentra en el valle del río Puelo, a 52 kilómetros del poblado de Río Puelo y a 184 kilómetros de Puerto Montt. Llanada Grande se destaca por su gastronomía, sus festividades y sus hermosos paisajes que la rodean.

## Turismo
En las cercanías se encuentran el lago Azul, el valle de los Huemules, el glaciar El Toro y el río Ventisquero, que son los principales atractivos turísticos para los visitantes. En sus proximidades se encuentran las localidades argentinas de lago Puelo y El Bolsón, y el parque nacional Lago Puelo.
La localidad de Llanada Grande se destaca por la actividad de pesca recreativa. Desde aquí se puede acceder a otras localidades rurales como Primer Corral y Segundo Corral, así como atractivos importantes para la pesca recreativa tales como el lago Interior, lago Azul, lago Las Rocas y arroyo Barrancas.
También destacan la caza de jabalíes, liebres y conejos que habitan las montañas y praderas. Cabe destacar que en los cursos hídricos se practica kayak, entre otros deportes náuticos, además de caminatas y cabalgatas que se realizan por la zona .
La localidad posee múltiples celebraciones que se llevan a cabo a lo largo del año y fiestas costumbristas que se celebran cada cierto tiempo. En ellas se destaca la gastronomía y los eventos que se realizan como las carreras a la chilena .

## Servicios
La localidad de Llanada Grande cuenta con múltiples servicios, entre los que destacan:
- Retén de Carabineros de Chile.
- Posta (centro médico) que cuenta médico y paramédicos las 24 horas del día.
- Brigada de Bomberos
- Múltiples tiendas de comestibles, cabañas, hostales, posadas y restaurantes de comida típica, además de atractivos turísticos.

## Accesibilidad y transporte
Llanada Grande se ubica a 20 kilómetros al suroeste del sector El Manso, y a 32 kilómetros de Punta Maldonado, en el lago Tagua Tagua.
Hay distintas formas de llegar a Llanada Grande, en las que destacan buses que una vez al día recorren toda la ruta desde Puerto Montt viajando alrededor de la cuenca del estuario de Reloncaví y pasando por múltiples localidades —entre ellas Cochamó y Puelo— hasta llegar al embarcadero de Punta Canelo, en donde un transbordador con capacidad para aproximadamente 10 vehículos cruza el lago Tagua Tagua hasta llegar a Punta Maldonado, donde hay un microbús de acercamiento. En caso de que viaje en vehículo se recorre el mismo trayecto.
Otra alternativa al transporte por carretera es la vía aérea por lo cual esta localidad cuenta con el aeródromo Llanada Grande, no obstante, esta se encuentra parcialmente aislada del resto del país por lo que su acceso se ve dificultado en ciertas épocas del año .